# 三國太后三卿列表
東漢太后三卿為長樂衛尉、長樂太僕、長樂少府，秩中二千石，位在皇帝同號卿之上，置丞、五官、功曹、主簿等僚佐。蜀漢沿襲東漢之制。曹魏、孫吳太后之宮不再稱長樂宮，三卿隨太后宮名為官號，曹魏改為位在皇帝同號卿之下。
下表列出三國可考的太后三卿。

## 永壽宮
建安二十五年（220年），魏王曹丕尊武王王后卞氏為王太后，立永壽宮。太和四年（230年），太皇太后卞氏崩，宮廢。
永壽宮卿可考者如下：
| 官職     | 爵位 | 謚 | 姓名 | 在任時間 |
| 永壽少府 |      |    | 毛宗 | 220年—？ |

## 永安宮
黃初七年（226年），魏明帝尊文帝皇后郭女王為皇太后，立永安宮。青龍三年（235年），皇太后崩，宮廢。
永安宮卿可考者如下：
| 官職     | 爵位   | 謚 | 姓名 | 在任時間 |
| 永安太僕 | 武鄉侯 |    | 李豐 |          |

## 永寧宮
景初三年（239年），曹芳尊明帝皇后郭氏為皇太后，立永寧宮。景元四年（263年），皇太后崩，宮廢。
永寧宮卿可考者如下：
| 官職     | 爵位   | 謚 | 姓名 | 在任時間  |
| 永寧衛尉 |        |    | 孟觀 | 241年前後 |
| 永寧衛尉 |        |    | 何楨 | 254年前後 |
| 永寧太僕 | 武鄉侯 |    | 李豐 | 239年—？  |
| 永寧太僕 |        |    | 張閣 | 254年前後 |
| 永寧少府 |        |    | 周斐 |           |

## 長樂宮
建興元年（223年），蜀漢後主尊昭烈帝皇后吳氏為皇太后，立長樂宮。延熙八年（245年），皇太后崩，宮廢。
長樂宮卿可考者如下：
| 官職     | 爵位 | 謚 | 姓名 | 在任時間 |
| 長樂少府 |      |    | 孟光 |          |

## 升平宮
元興元年（264年），孫皓尊生母何姬為昭獻皇后，立升平宮，不久即進昭獻皇后為皇太后。
升平宮卿可考者如下：
| 官職     | 爵位 | 謚 | 姓名 | 在任時間 |
| 升平少府 |      |    | 嚴凱 |          |